# Mercedes-Benz W 160
La Mercedes-Benz W 160, appelée Type 400 VM, était le prototype d'une automobile luxueuse que Daimler-Benz AG a construit en 1938. Le directeur technique Hans Gustav Röhr, mort en août 1937, l'avait conçu, mais n'a pas vécu pour voir les prototypes en cours de construction.
Elles avaient un moteur V8 à soupapes en tête avec une longue course entraînant une cylindrée de 4 003 cm3. Le moteur développait 110 ch (81 kW) à 3 500 tr/min. Le moteur entraînait les roues arrière, qui étaient suspendues à un essieu pendulaire à ressort hélicoïdal, via une boîte de vitesses à quatre vitesses avec un levier de vitesses monté au plancher. L'essieu avant avait également des ressorts hélicoïdaux et était attaché à des triangles doubles. L'empattement était de 3 300 mm. 8 voitures d'essai ont été construites et la vitesse maximale du véhicule était de 130 km/h.
Des véhicules similaires, la Type 400 V et la Type 400 VMS, ne différaient de la Type 400 VM que par le train de roulement, le moteur et la transmission.

## Production W 160
| Année | 1938 | total |
| ----- | ---- | ----- |
| W 160 | 8    | 8     |